# Halle Open
Halle Open, oficiálně Terra Wortmann Open, je profesionální tenisový turnaj mužů hraný v Halle, ležícím v německé spolkové zemi Severní Porýní-Vestfálsko. Probíhá na otevřených travnatých dvorcích v areálu kolem arény OWL. Založen byl v roce 1993.  Na okruhu ATP Tour se řadí do kategorie ATP Tour 500. 
V letech 1993–2018 nesl turnaj název Gerry Weber Open po výrobci oděvů. Mezi roky 2019–2021 se generálním partnerem stal, k danému datu, největší německý poskytovatel zdravotní péče Noventi. V sezóně 2022 tuto roli převzal výrobce počítačů Terra Wortmann se sídlem v Hüllhorstu, jenž uzavřel dvouletou smlouvu.

## Historie
Premiérový ročník turnaje se konal v roce 1993. Od roku 2015 patří v rámci okruhu ATP Tour do kategorie ATP Tour 500. V sezónách 2009–2014 byl součástí kategorie ATP Tour 250. 
Centrální dvorec areálu – OWL Arena, s kapacitou 12 300 diváků je opatřen zatahovací střechou, která uzavře dvorec před deštěm za 88 sekund. Stadión je v průběhu roku využíván k dalším sportovním událostem jakými jsou házená, basketbal, volejbal a box. Konají se v něm také hudební koncerty.
Nejvyšší počet deseti titulů z dvouhry vyhrál Švýcar Roger Federer, přestože se v letech 2007, 2009 a 2011 odhlásil pro únavu po prohraných finále na French Open. Po Rafaelu Nadalovi se tak stal druhým mužem otevřené éry, jenž na jediném turnaji triumfoval alespoň devětkrát i desetkrát. V roce 2010 se Federer pořadatelům zavázal ke každoročnímu startu až do konce kariéry.

## Rekordy
- Nejvíce titulů ve dvouhře: 10
  -  Roger Federer (2003, 2004, 2005, 2006, 2008, 2013, 2014, 2015, 2017, 2019)
- Nejvíce titulů ve dvouhře v řadě: 4
  -  Roger Federer (2003–2006)
- Nejvíce titulů ve dvouhře bez ztráty setu: 3
  -  Roger Federer (2004, 2008, 2019)
- Nejvíce finále ve dvouhře: 13
  -  Roger Federer (2003, 2004, 2005, 2006, 2008, 2010, 2012, 2013, 2014, 2015, 2017, 2018, 2019)

## Přehled finále

### Dvouhra
| Rok  | vítěz                           | finalista                       | výsledek                        |
| ---- | ------------------------------- | ------------------------------- | ------------------------------- |
| 1993 | Henri Leconte                   | Andrij Medveděv                 | 6–2, 6–3                        |
| 1994 | Michael Stich                   | Magnus Larsson                  | 6–4, 4–6, 6–3                   |
| 1995 | Marc Rosset                     | Michael Stich                   | 3–6, 7–6(13–11), 7–6(10–8)      |
| 1996 | Nicklas Kulti                   | Jevgenij Kafelnikov             | 6–7(5–7), 6–3, 6–4              |
| 1997 | Jevgenij Kafelnikov             | Petr Korda                      | 7–6(7–2), 6–7(5–7), 7–6(9–7)    |
| 1998 | Jevgenij Kafelnikov (2)         | Magnus Larsson                  | 6–4, 6–4                        |
| 1999 | Nicolas Kiefer                  | Nicklas Kulti                   | 6–3, 6–2                        |
| 2000 | David Prinosil                  | Richard Krajicek                | 6–3, 6–2                        |
| 2001 | Thomas Johansson                | Fabrice Santoro                 | 6–3, 6–7(5–7), 6–2              |
| 2002 | Jevgenij Kafelnikov (3)         | Nicolas Kiefer                  | 2–6, 6–4, 6–4                   |
| 2003 | Roger Federer                   | Nicolas Kiefer                  | 6–1, 6–3                        |
| 2004 | Roger Federer (2)               | Mardy Fish                      | 6–0, 6–3                        |
| 2005 | Roger Federer (3)               | Marat Safin                     | 6–4, 6–7(6–8), 6–4              |
| 2006 | Roger Federer (4)               | Tomáš Berdych                   | 6–0, 6–7(4–7), 6–2              |
| 2007 | Tomáš Berdych                   | Marcos Baghdatis                | 7–5, 6–4                        |
| 2008 | Roger Federer (5)               | Philipp Kohlschreiber           | 6–3, 6–4                        |
| 2009 | Tommy Haas                      | Novak Djoković                  | 6–3, 6–7(4–7), 6–1              |
| 2010 | Lleyton Hewitt                  | Roger Federer                   | 3–6, 7–6(7–4), 6–4              |
| 2011 | Philipp Kohlschreiber           | Philipp Petzschner              | 7–6(7–5), 2–0skreč              |
| 2012 | Tommy Haas (2)                  | Roger Federer                   | 7–6(7–5), 6–4                   |
| 2013 | Roger Federer (6)               | Michail Južnyj                  | 6–7(5–7), 6–3, 6–4              |
| 2014 | Roger Federer (7)               | Alejandro Falla                 | 7–6(7–2), 7–6(7–3)              |
| 2015 | Roger Federer (8)               | Andreas Seppi                   | 7–6(7–1), 6–4                   |
| 2016 | Florian Mayer                   | Alexander Zverev                | 6–2, 5–7, 6–3                   |
| 2017 | Roger Federer (9)               | Alexander Zverev                | 6–1, 6–3                        |
| 2018 | Borna Ćorić                     | Roger Federer                   | 7–6(8–6), 3–6, 6–2              |
| 2019 | Roger Federer (10)              | David Goffin                    | 7–6(7–2), 6–1                   |
| 2020 | zrušeno pro pandemii koronaviru | zrušeno pro pandemii koronaviru | zrušeno pro pandemii koronaviru |
| 2021 | Ugo Humbert                     | Andrej Rubljov                  | 6–3, 7–6(7–4)                   |
| 2022 | Hubert Hurkacz                  | Daniil Medveděv                 | 6–1, 6–4                        |
| 2023 | Alexandr Bublik                 | Andrej Rubljov                  | 6–3, 3–6, 6–3                   |
| 2024 | Jannik Sinner                   | Hubert Hurkacz                  | 7–6(10–8), 7–6(7–2)             |

### Čtyřhra
| Rok  | vítězové                              | finalisté                                 | výsledek                        |
| ---- | ------------------------------------- | ----------------------------------------- | ------------------------------- |
| 1993 | Petr Korda Cyril Suk                  | Mike Bauer Marc-Kevin Goellner            | 7–6, 5–7, 6–3                   |
| 1994 | Olivier Delaître Guy Forget           | Henri Leconte Gary Muller                 | 6–4, 6–7, 6–4                   |
| 1995 | Jacco Eltingh Paul Haarhuis           | Jevgenij Kafelnikov Andrej Olchovskij     | 6–2, 3–6, 6–3                   |
| 1996 | Byron Black Grant Connell             | Jevgenij Kafelnikov Daniel Vacek          | 6–1, 7–5                        |
| 1997 | Karsten Braasch Michael Stich         | David Adams Marius Barnard                | 7–6, 6–3                        |
| 1998 | Ellis Ferreira Rick Leach             | John-Laffnie de Jager Marc-Kevin Goellner | 4–6, 6–4, 7–6                   |
| 1999 | Jonas Björkman Patrick Rafter         | Paul Haarhuis Jared Palmer                | 6–3, 7–5                        |
| 2000 | Nicklas Kulti Mikael Tillström        | Maheš Bhúpatí David Prinosil              | 7–6(7–4), 7–6(7–4)              |
| 2001 | Daniel Nestor Sandon Stolle           | Max Mirnyj Patrick Rafter                 | 6–4, 6–7(5–7), 6–1              |
| 2002 | David Prinosil David Rikl             | Jonas Björkman Todd Woodbridge            | 4–6, 7–6(7–5), 7–5              |
| 2003 | Jonas Björkman (2) Todd Woodbridge    | Martin Damm Cyril Suk                     | 6–3, 6–4                        |
| 2004 | Leander Paes David Rikl (2)           | Tomáš Cibulec Petr Pála                   | 6–2, 7–5                        |
| 2005 | Roger Federer Yves Allegro            | Joachim Johansson Marat Safin             | 7–5, 6–7(6–8), 6–3              |
| 2006 | Fabrice Santoro Nenad Zimonjić        | Michael Kohlmann Rainer Schüttler         | 6–0, 6–4                        |
| 2007 | Simon Aspelin Julian Knowle           | Fabrice Santoro Nenad Zimonjić            | 6–4, 7–6(7–5)                   |
| 2008 | Michail Južnyj Mischa Zverev          | Lukáš Dlouhý Leander Paes                 | 4–6, 6–3, [10–3]                |
| 2009 | Christopher Kas Philipp Kohlschreiber | Andreas Beck Marco Chiudinelli            | 6–3, 6–4                        |
| 2010 | Serhij Stachovskyj Michail Južnyj (2) | Martin Damm Filip Polášek                 | 4–6, 7–5, [10–7]                |
| 2011 | Rohan Bopanna Ajsám Kúreší            | Robin Haase Milos Raonic                  | 7–6(10–8), 3–6, [11–9]          |
| 2012 | Ajsám Kúreší (2) Jean-Julien Rojer    | Treat Conrad Huey Scott Lipsky            | 6–3, 6–4                        |
| 2013 | Santiago González Scott Lipsky        | Daniele Bracciali Jonatan Erlich          | 6–2, 7–6(7–3)                   |
| 2014 | Andre Begemann Julian Knowle (2)      | Marco Chiudinelli Roger Federer           | 1–6, 7–5, [12–10]               |
| 2015 | Raven Klaasen Rajeev Ram              | Rohan Bopanna Florin Mergea               | 7–6(7–5), 6–2                   |
| 2016 | Raven Klaasen (2) Rajeev Ram (2)      | Łukasz Kubot Alexander Peya               | 7–6(7–5), 6–2                   |
| 2017 | Łukasz Kubot Marcelo Melo             | Alexander Zverev Mischa Zverev            | 5–7, 6–3, [10–8]                |
| 2018 | Łukasz Kubot (2) Marcelo Melo (2)     | Mischa Zverev Alexander Zverev            | 7–6(7–1), 6–4                   |
| 2019 | Raven Klaasen (3) Michael Venus       | Łukasz Kubot Marcelo Melo                 | 4–6, 6–3, [10–4]                |
| 2020 | zrušeno pro pandemii koronaviru       | zrušeno pro pandemii koronaviru           | zrušeno pro pandemii koronaviru |
| 2021 | Kevin Krawietz Horia Tecău            | Félix Auger-Aliassime Hubert Hurkacz      | 7–6(7–4), 6–4                   |
| 2022 | Marcel Granollers Horacio Zeballos    | Tim Pütz Michael Venus                    | 6–4, 6–7(5–7), [14–12]          |
| 2023 | Marcelo Melo (3) John Peers           | Simone Bolelli Andrea Vavassori           | 7–6(7–3), 3–6, [10–6]           |
| 2024 | Simone Bolelli Andrea Vavassori       | Kevin Krawietz Tim Pütz                   | 7–6(7–3), 7–6(7–5)              |

## Galerie

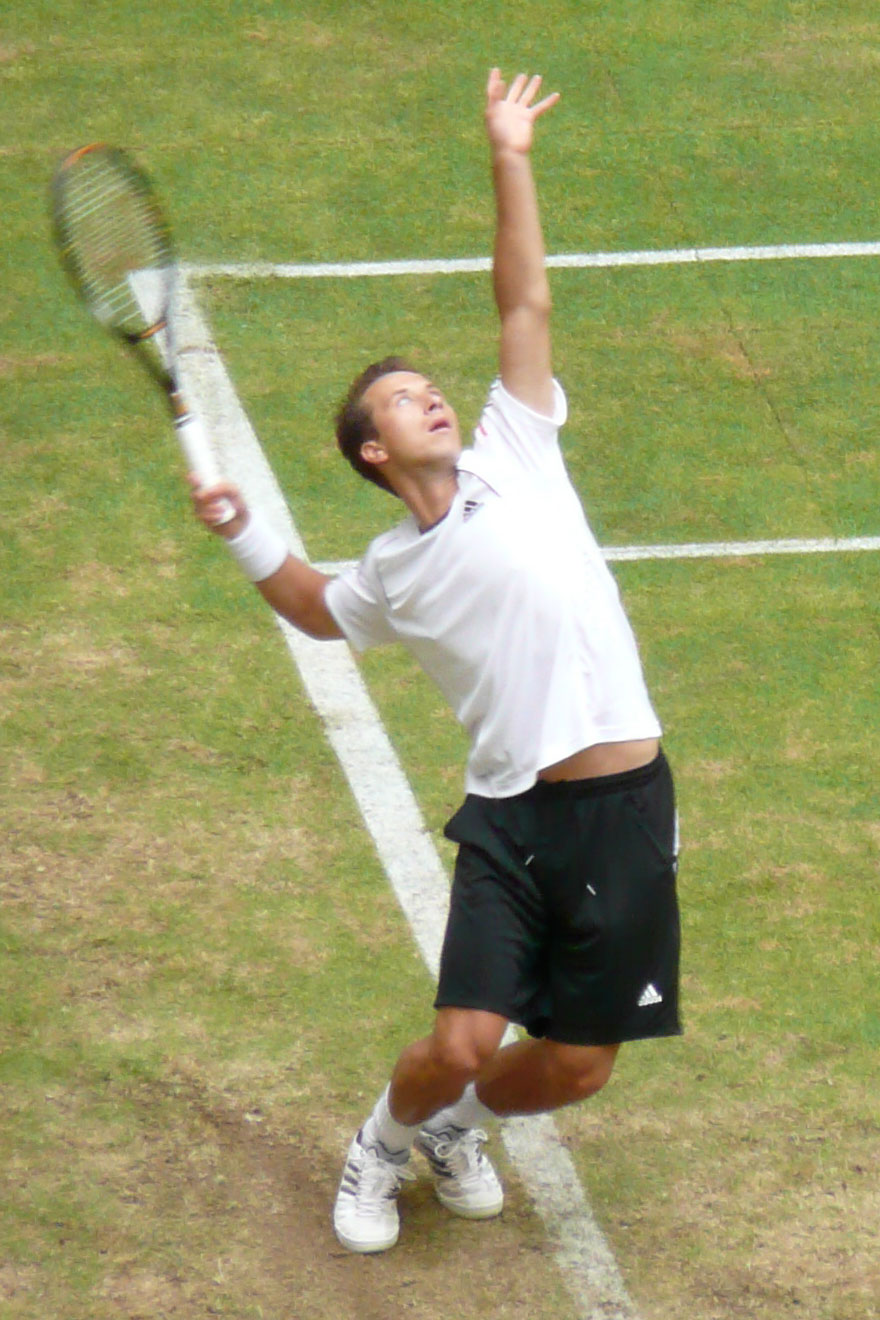
Philipp Kohlschreiber
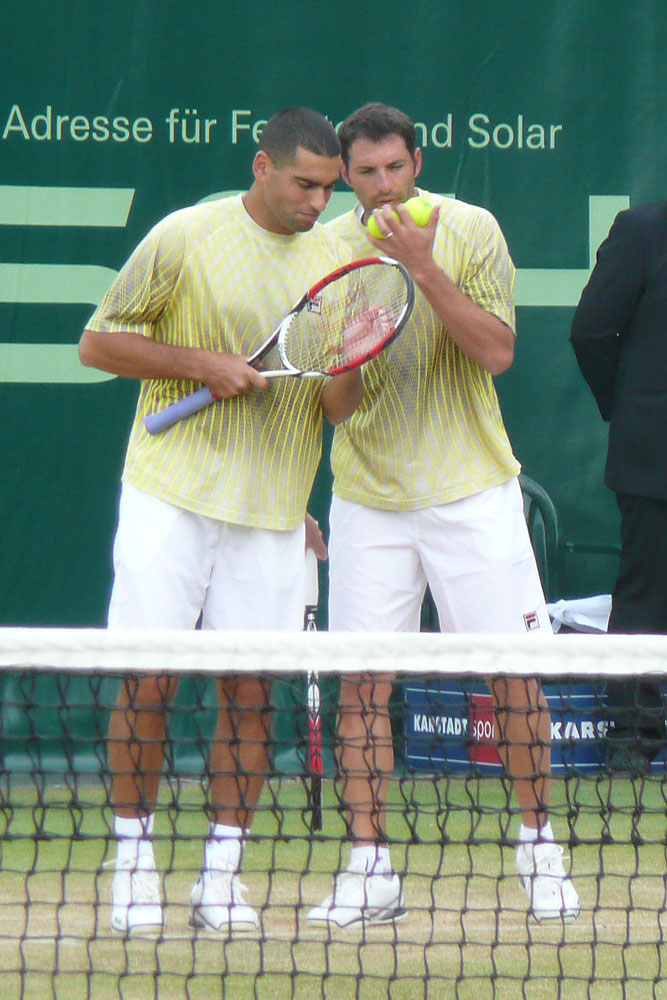
Jonatan Erlich a Rajeev Ram
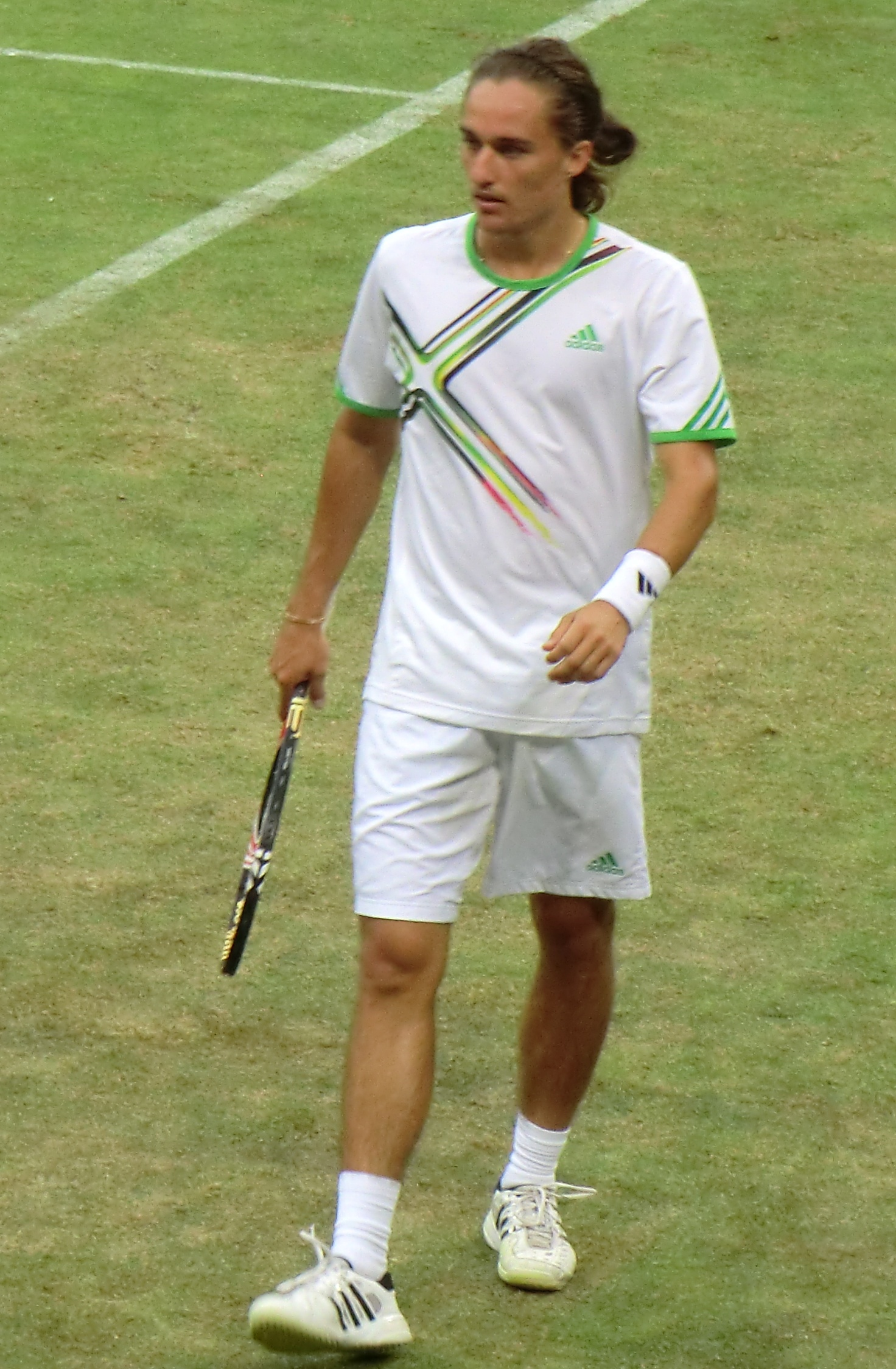
Alexandr Dolgopolov
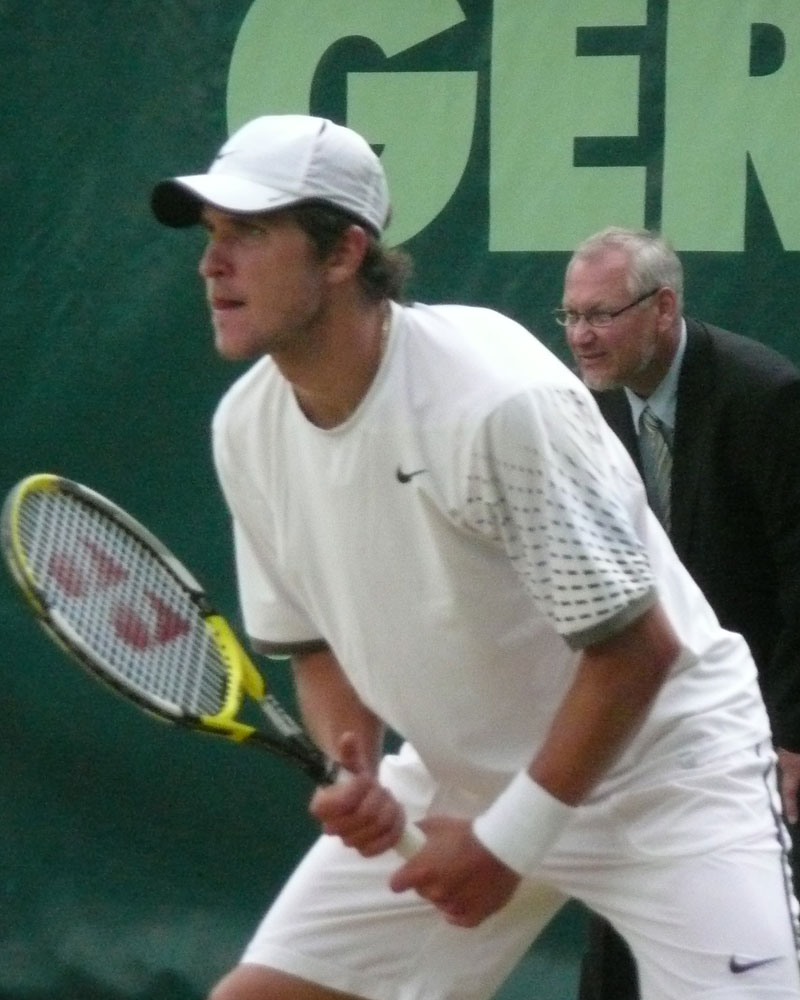
Mischa Zverev